# Elisabeth zu Wied (1843-1916)

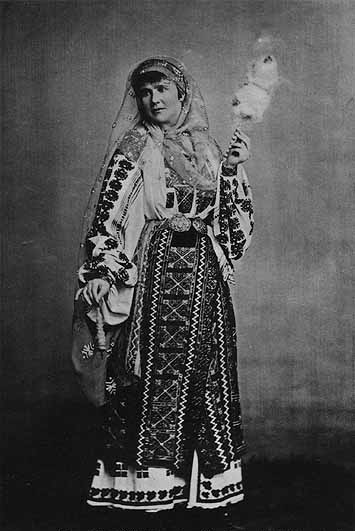
Elisabeth in Roemeense klederdracht

Pauline Elisabeth Ottilie Luise zu Wied (Neuwied, 29 december 1843 – Boekarest, 2 maart 1916) was koningin van Roemenië en onder het pseudoniem Carmen Sylva bekend als schrijfster. Ze was de dochter van de Duitse prins Herman van Wied en Marie van Nassau-Weilburg en dus een tante van Wilhelm zu Wied en een nicht van de Nederlandse koningin-regentes Emma.
Ze ontmoette in 1861 te Berlijn voor het eerst prins Karel van Hohenzollern-Sigmaringen, de latere vorst (1866) en koning (1881) Carol I van Roemenië. Op 15 november 1869 traden zij in het huwelijk en op 27 september 1870 beviel Elisabeth van haar enige kind, Maria, die vier jaar later stierf.
Onder het pseudoniem Carmen Sylva schreef ze gedichten, vertellingen, sprookjes, romans en vertalingen (van onder anderen Pierre Loti). Ze publiceerde in het Duits, Roemeens, Frans en Engels, terwijl in de meeste Europese talen - waaronder het Nederlands - vertalingen van haar werk verschenen. Vooral haar werk geïnspireerd op het landschap en de folklore van Roemenië genoot bekendheid. Haar aforismenbundel Les Pensées d'une reine (1882) werd in 1888 door de Académie française bekroond. Daarnaast was ze bedreven in het spelen van piano en orgel, zingen en schilderen.
Als vorstin en later als koningin van Roemenië was zij vooral op sociaal en cultureel gebied actief, zo moedigde ze vrouweneducatie aan en stichtte ze verschillende liefdadigheidsorganisaties. Haar vertalingen uit het Roemeens droegen bij tot een beter begrip van Roemenië in het buitenland.
Gedurende de Russisch-Turkse Oorlog van 1877/78 wijdde zij zich aan de verzorging van gewonden en na de overwinning, die Roemenië de onafhankelijkheid bracht, stelde ze een onderscheiding in, het Herinneringskruis voor Dames, dat dergelijk werk beloonde.
Elisabeth stierf op 2 maart 1916 te Boekarest en ligt begraven te Curtea de Argeș. Het kuuroord Eforie Sud aan de Zwarte Zee heette gedurende de Eerste Wereldoorlog naar haar Carmen Sylva.

## Werk (onder andere)
- Rumänische Dichtungen (1881)
- Leidens Erdengang (1882)

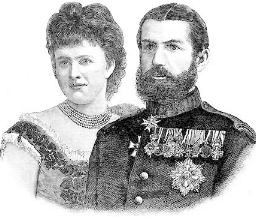
Elisabeth en Carol I

- Aus Carmen Sylvas Königreich (1883–1887)
- Een Gebed: novelle, (vertaling Cornélie Huygens; 1883)
- Aus zwei Welten (1884)
- Door alle Eeuwen, (vertaling Cornélie Huygens; L.J. Veen, Amsterdam,1888)
- Op Lijdenspaden, een gebod e.a., (vertaling Cornélie Huygens[?], Marie van Buuren[?]; 1890)
- Frauenmuth (1890)
- Meerlieder (1891)
- Op Dwaalwegen: novellen, (vertaling Cornélie Huygens; L.J. Veen, Amsterdam, ca 1892; 1899)
- Uit twee Werelden, (vertaling Cornélie Huygens; L.J. Veen, Amsterdam 1898)
- Castel Pelesch, (vertaling Cornélie Huygens; L.J., Veen Amsterdam 1898)
- Wraak, (vertaling door Cornélie Huygens; L.J. Veen, Amsterdam (1898)
- Veldpost, (vertaling Cornélie Huygens; L.J. Veen, Amsterdam 1899)
- Gedachten eener Koningin: met gedenkboek, (bewerking Cornélie Huygens; L.J. Veen, Amsterdam, 1901)
- Märchen einer Königin (1901)
- Geflüsterte Worte (1903–1912)

## Trivia
In Domburg (Gemeente Veere) in Nederland staat in de duinen naast het Badpaviljoen een huis met de naam "Carmen Sylva". In deze woning mocht de vorstin op uitnodiging overdag verblijven wanneer zij de - toentertijd - beroemde dr. Mezger consulteerde.
- Bibsys: 12032839
- Biblioteca Nacional de Chile: 000035886
- Biblioteca Nacional de España: XX1298013
- Bibliothèque nationale de France: cb12164445w (data)
- Catàleg d'autoritats de noms i títols de Catalunya: 981058512376506706
- CiNii: DA07643020
- Digitale Bibliotheek voor de Nederlandse Letteren: silv009
- Gemeinsame Normdatei: 118638904
- International Standard Name Identifier: 0000 0001 0870 3235
- Library of Congress Control Number: n84181329
- Nationale Bibliotheek van Letland: 000172543
- MusicBrainz: e0ccd15f-c350-4d5e-8868-1f1148e59a5e
- Nationale Bibliotheek van Tsjechië: jn20031121003
- Nationale bibliotheek van Australië: 35918854
- Nationale Bibliotheek van Israël: 987007298165805171
- Nationale Bibliotheek van Polen: a0000001904577
- Nederlandse Thesaurus van Auteursnamen: 068860250
- Réseau des bibliothèques de Suisse occidentale: 02-A000057085
- LIBRIS: 51430
- SNAC: w6np3mkt
- Système universitaire de documentation: 030173906
- Trove: 1145546
- Virtual International Authority File: 12347721
- WorldCat: E39PBJvRTwmxRjBx7rdKJHjKVC